# Јаков из Камене реке
Јаков из Камене реке био је млетачки и српски штампар, један од првих који су штампали књиге на ћирилици.

## Биографија и рад
Постоји мало података о Јакову, познато је да је родом из села Камена река, близу града Коласија у Осогову, у данашњој Северној Македонији. Такође, претпостаља се да би његово родно место могли бити Македонска Каменица или Каменичка Скакавица у данашњој Бугарској, оба смештена у подручју Осогово, близу града Ћустендила. Такође, у неким радовима његово место повезивано је са Каменом реком код Колашина у данашњој Црној Гори. Ипак, ово гледиште је критиковано јер се сматра да је Павел Јозеф Шафарик погрешно протумачио име града Ћустендин са Колашин.
Чланови Јаковове породице имали су дугу традицију да буду свештеници. У младости радио је на преписивању црквенословенских књига у Осоговском манастиру, а након тога отишао у Софију, где је у локалној црквеној школи продубио своје књижевно знање. Ипак, неки истраживачи тврде да су Јаков од Софије и Јаков од Каменичке реке две различите личности.
Након што је усавршио своје књижевно знање, кренуо је преко Ћустендила и Скопља ка Венецији. Претпоставља се да је Јаков у овом периоду радио у манастиру Грачаница, где је тада отворена штампарија, а био је међу првим штампарима књига на ћирилици. У Венецију је стигао око 1564. или 1565. године где је радио у Вуковићевој штампарији, коју је основао српски штампар Божидар Вуковић, а наследио ју је његов син Вицко Вуковић. Током 1566. године, за три и по месеца, Јаков је одштампао књигу Часослов са 710 страна на штампарској преси Вицка Вуковића, на српском језику. За штампање ове књиге Јаков је користио старе, већ дотрајале материјале. Имао је на располагању Вуковићеву матрицу и био је спреман да ради нове материјале, али очигледно то није успео. Током 1570. године Јаков је радио у штампарији Јеролима Загуровића где је одштампао Молитвену књигу. Године 1517. Јаков је поново радио у штампарији Вуковића, заједно са Стефаном Мариновићем.